# Čiovo
Čiovo é uma ilha da Croácia e do Mar Adriático com cerca de 28,8 km² de área, localizada no norte do Mar Adriático perto do continente. Tinha 6071 habitantes em 2001. O seu ponto mais alto (Rudine) atinge 218 m de altitude.
O centro da ilha tem coordenadas geográficas 43°30′N 16°17′E, e a precipitação anual é de 900 mm. Čiovo fica no centro da Dalmácia, protegendo a cidade de Trogir e o golfo Kaštela. Administrativamente pertence ao condado de Split-Dalmácia.